# Рутерфорд, Мак
Мак Рутерфорд (англ. Mack Rutherford род. 21 июня 2005) — британско-бельгийский летчик. 24 августа 2022 года под именем Максоло он стал самым молодым человеком, когда-либо совершившим одиночный кругосветный полет (и первым в истории несовершеннолетним/ младше 18 лет). Ему принадлежат четыре мировых рекорда Гиннеса. В их число входят: самый молодой человек, совершивший одиночный кругосветный полет (ранее принадлежавший Трэвису Ладлоу), и самый молодой человек, совершивший одиночный кругосветный полет на сверхлегком самолёте, ранее принадлежавший его сестре Заре Рутерфорд.
Его успешная попытка установить рекорд получила широкую известность во всем мире благодаря своей миссии, объясняющей, что молодые люди имеют значение.
Взлёт запланированный на март 2022 года и одиночный полет значительно усложнились с началом событий на Украине в феврале 2022 года. Предполагаемый маршрут и разрешения пришлось несколько раз менять, чтобы адаптироваться к новым геополитическим обстоятельствам.
Самой длинной и трудной частью стал 10 часовой полет над ледяными водами северной части Тихого океана от города Кусиро в Японии, до американского Атту, необитаемого острова, на котором ему пришлось приземлиться из-за неожиданного встречного ветра и захода солнца. Он провел ночь в заброшенном сарае на взлетно-посадочной полосе бывшей станции береговой охраны США, прежде чем продолжить свое путешествие через Алеутские острова на материковую Аляску.
Изначально предполагалось, что путешествие займет около 2,5 месяцев, но в итоге оно заняло 5 месяцев и один день. 24 августа 2022 года он приземлился обратно в исходную точку: Софию Запад, аэродром недалеко от болгарской столицы Софии, где базируется его спонсор ICDSoft.
12 сентября 2022 года Почетная компания воздушных пилотов объявила, что Мак Резерфорд (вместе со своей сестрой Зарой Рутерфорд) был награждён Медалью магистра «в знак признания его удивительных летных подвигов и выносливости». Среди предыдущих лауреатов — сэр Ричард Брэнсон, Бертран Пиккар, Полли Вашер, Андре Боршберг, Тим Пик и Джеймс Кетчелл и многие другие.
20 января 2022 года Мак был удостоен награды «Barron Hilton Aviation Inspiration Award» на ежегодной церемонии вручения наград «Живые легенды авиации». Мероприятие состоялось в Международном бальном зале отеля «Беверли Хилтон», где вручались «Золотые глобусы», и было организовано актёром, пилотом и энтузиастом авиации Джоном Траволтой. Свою награду он получил из рук живой легенды Джули Кларк. Среди других участников были, среди прочего, авиаторы и «живые легенды авиации» Базз Олдрин, Уильям Шетнер, Шейн Лундгрен и Хэмиш Хардинг.
В том же году Зара и Мак Рутерфорд были удостоены Приза Сигрейва «как самой молодой женщине и самому молодому человеку, совершившим этот подвиг [кругосветный перелёт] соответственно».